# Ciszkowce
Ciszkowce (biał. Цішкоўцы; ros. Тишковцы) – wieś na Białorusi, w obwodzie brzeskim, w rejonie baranowickim, w sielsowiecie Wolna.
Dawniej wieś i folwark. W dwudziestoleciu międzywojennym leżały w Polsce, w województwie nowogródzkim, w powiecie baranowickim, do 22 stycznia 1926 w gminie Czernichowo, następnie w gminie Wolna.